# 고원축구장
고원축구장(高原蹴球場, Gowon Football Field)은 대한민국 강원도 태백시에 있는 스포츠 시설이다. 인조잔디 필드가 갖춰진 축구장 3면과 천연잔디 필드가 갖춰진 축구장 1면이 설치되어 있다.

## 참고 문헌
- 《전국 공공체육 시설 현황 (2017년말 기준)》. 대한민국 문화체육관광부. 2019.